# 総務庁 (満洲国)
総務庁（そうむちょう）とは、満洲国の国務総理大臣が自らの職務権限に基づく事務を処理するために設けた機関。

## 概要
総務庁は、官制上は国務総理大臣の補佐機関ながら、単に各部局（省庁に相当）の総合調整のみならず、予算や人事権を一手に掌握することで、事実上国政の中枢をになった（総務庁中心主義）。総務長官以下主要ポストの多くは日本人が占めた。
総務庁中心主義は日本にも影響を与え、宮崎正義や昭和研究会、さらには陸軍が、統治機構改革で同様の機関の創設を主張した。また企画院創設にも一定の影響を与えた。

## 組織
- 官房
- 企画処
- 法制処
- 人事処
- 主計処
- 統計処
- 弘報処（1937年に情報処から改称）
- 地方処

## 歴代総務長官等
総務長官
※最高責任者の名称は建国当初は総務庁長官、1933年以降は総務庁長、1937年以降は総務長官となっている。
| 代 | 氏名              | 在任期間                       |
| -- | ----------------- | ------------------------------ |
| 1  | 駒井徳三          | 1932年3月10日 - 1932年10月5日  |
| 2  | 阪谷希一 （代理） | 1932年10月5日 - 1933年7月22日  |
| 3  | 遠藤柳作          | 1933年7月22日 - 1935年5月11日  |
| 4  | 長岡隆一郎        | 1935年5月11日 - 1936年4月3日   |
| 5  | 大達茂雄          | 1936年4月9日 - 1936年12月16日  |
| 6  | 星野直樹          | 1936年12月16日 - 1940年7月21日 |
| 7  | 武部六蔵          | 1940年7月24日 - 1945年8月19日  |

総務庁次長
| 氏名                   | 在任期間                                                                                  |
| ---------------------- | ----------------------------------------------------------------------------------------- |
| 阪谷希一               | 1932年6月1日 - 1935年5月15日                                                              |
| 大達茂雄               | 1935年5月15日 - 1936年4月9日                                                              |
| 神吉正一 谷次亨        | 1936年6月2日 - 1939年3月22日 1937年7月1日 - 1941年1月6日                                  |
| 岸信介                 | 1939年3月22日 - 1939年10月19日                                                            |
| 薄田美朝               | 1939年10月19日 - 1940年5月16日                                                            |
| 松木侠 王允卿 古海忠之 | 1940年5月16日 - 1943年6月19日 1941年1月6日 - 1942年9月29日 1941年11月15日 - 1945年8月19日 |
| 盧元善                 | 1942年9月29日 - 1943年4月1日                                                              |
| 徐家恒 源田松三        | 1943年4月1日 - 1944年12月16日 1943年6月19日 - 1945年3月12日                               |
| 王賢煒                 | 1944年12月16日 - 1945年8月19日                                                            |

※ 参照: 『戦前期日本官僚制の制度・組織・人事』（戦前期官僚制研究会編 / 秦郁彦著、東京大学出版会、1981年）等

## 有名な総務庁関係者
- 星野直樹（大蔵官僚、国務院総務長官）
- 岸信介（商工官僚、国務院総務庁次長、戦後内閣総理大臣）
- 古海忠之（大蔵官僚、国務院総務庁次長、戦後の1963年に撫順戦犯管理所を出所）
- 源田松三（大蔵官僚、国務院総務庁次長、戦後加計町長）
- 竹本孫一（企画院官僚、国務院総務庁参事官、戦後民社党衆議院議員、2002年没）

星野、岸の二人は、他の三人（東條英機、鮎川義介、松岡洋右）とともに「弐キ参スケ」と呼ばれ、満洲国の実権を握った。